# OGIZ
ОГИЗ (Объединение государственных книжно-журнальных издательств) при Наркомпросе РСФСР a fost o asociație de stat a editurilor sovietice care a funcționat în perioada 30 iulie 1930 — 9 februarie 1949 inițial pe lângă Comisariarul Poporului pentru Educație al RSFR, iar din 5 octombrie 1946 pe lângă Consiliul de Miniștri al URSS..

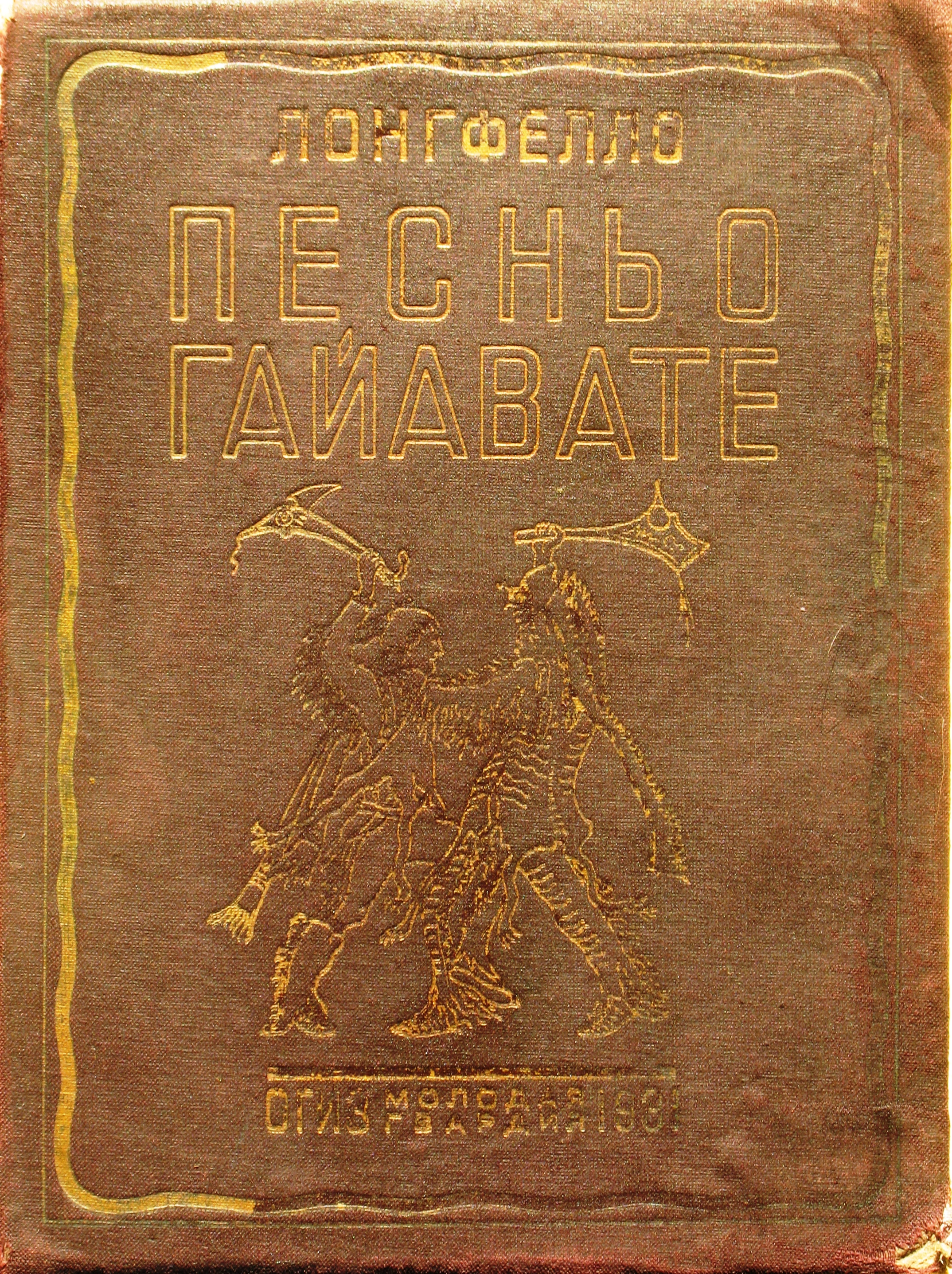
«Cântarea lui Haiavatha», OGIZ, 1931

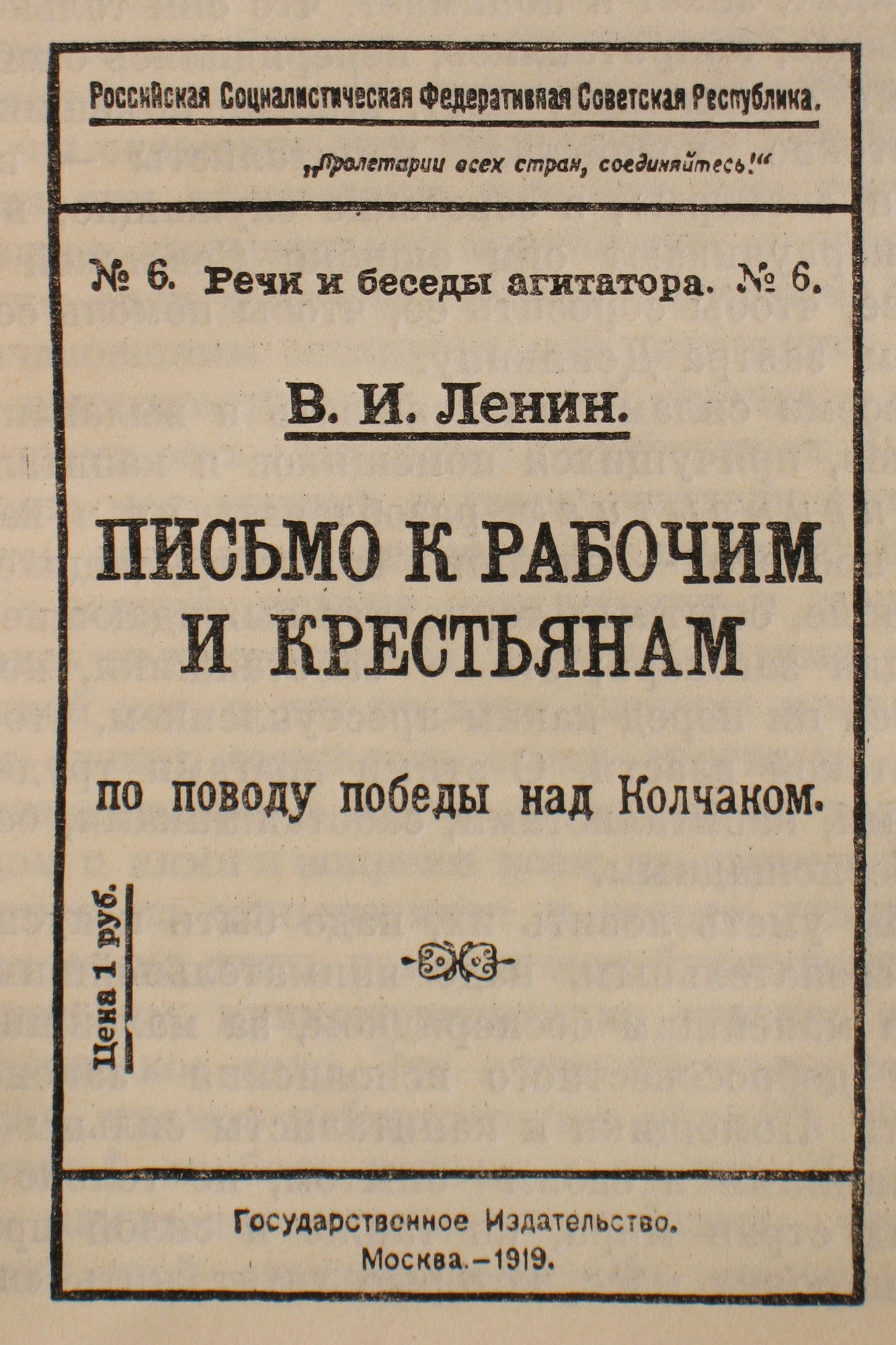
Lenin. Письмо по поводу победы над Колчаком. GIZ RSFSR, 1919

Predecesoarea OGIZ a fost Gosizdat sau Gosudarstvennoe izdatelstvo RSFSR (Editura de stat a RSFR, abreviată GIZ), prima editură mare din perioada sovietică înființată la Moscova prin hotărârea Comitetului Executiv Central al Sovietelor din întreaga Rusie din  21 mai 1919.
În iulie 1930, în baza hotărârii Comitetului Central al PCUS(b) cu privire la activitatea Gosizdat și la unificarea activității editoriale din cadrul RSFSR au fost formate mai multe edituri specializate pe diferite domenii:
- didactic (Учпедгиз)
- socio-economic (Соцэкгиз)
- educația politică a maselor (Масспартгиз)
- tehnico-științific (Гостехиздат)
- agricol (Сельхозгиз)
- juridic (Юриздат)
- medical (Медиздат)
- literatură de ficțiune (ГИХЛ)
- pentru copii și tineret (Детюниздат)
- militar (Военгиз)
- muzical (Музгиз)
- enciclopedic,
- arte plastice (Изогиз).

La începutul anului 1931 au mai fost constituite alte trei edituri în cadrul OGIZ:
- Тransgiz
- Snabkoopgiz
- Fizikultura i sport.

La 15 august 1931 Masspartgiz și Gostehizdat au ieșit din asociația OGIZ. 
Primul președinte al OGIZ a fost Artemi Bagratovici Halatov. Editura OGIZ a fost condusă apoi de Mihail Pavlovici Tomski (1932-1936) și de Pavel Fiodorovici Iudin (1937-1947).
Conform hotărârii Consiliului de Miniștri al URSS din 9 februarie 1949 „cu privire la constituirea direcției centrale a Consiliului de Miniștri al URSS pentru editare, tipărire și vânzare de carte”, OGIZ a fost desființată, iar activitatea sa a fost preluată de nou-creata Glavpoligrafizdat.

## Adresa
- Moscova, Орликов переулок‚ дом № 3.